# Adrián Luna
Adrián Luna, vollständiger Name Adrián Nicolás Luna Retamar, (* 12. April 1992 in Tacuarembó) ist ein uruguayischer Fußballspieler.

## Verein
Der je nach Quellenlage 1,67 Meter oder 1,69 Meter große, Fuyi genannte Offensivakteur Luna spielte in seiner Jugend mindestens in der U-15 beim in seiner Geburtsstadt ansässigen Club Atlético Progreso. Mit diesem von Heber „Nenito“ Colmán trainierten Team gewann er im Jahr 2007 ohne Punktverlust die U-15-Meisterschaft in Tacuarembó. Luna war sodann mindestens ab 2009 bei Defensor Sporting aktiv. Bei den Violetten stand er mindestens seit der Clausura 2010 im Erstligakader und wurde in dieser Halbserie in zwölf Spielen eingesetzt (kein Tor). In der Folgesaison traf er bei 24 Einsätzen viermal. Auch lief er in zwei Begegnungen der Liguilla Pre Libertadores 2009 und in sechs Partien der Copa Sudamericana auf. Im internationalen Wettbewerb schoss er zwei Tore. Im Mai 2011 unterschrieb er bei Espanyol Barcelona in Spanien ebenso wie sein aus Getafe hinzustoßender Landsmann Juan Angel Albín einen Fünfjahresvertrag. Bereits im August desselben Jahres schloss er sich auf Leihbasis Gimnàstic de Tarragona für ein Jahr an. In der Saison 2011/12 absolvierte er dort 18 Spiele (zwei Tore) in der Segunda División. Noch in derselben Spielzeit schloss er sich im Januar 2012 dem Ligakonkurrenten CE Sabadell an, an den er ebenfalls ausgeliehen war, und kam dort in zwölf Partien zum Einsatz. Im Gegensatz zu anderen Statistiken weist sein Verein hier auch einen Torerfolg für ihn aus. Für die Spielzeit 2012/13 kehrte er im Rahmen einer weiteren Ausleihe nach Uruguay zurück und schloss sich Nacional Montevideo an. Dort sind in jener Spielzeit, die seine Mannschaft als Tabellendritter beendete, 20 absolvierte Partien in der Primera División und zwei Einsätze in der Copa Libertadores verzeichnet. Die Montevideaner zeigten jedoch kein Interesse an einem weiteren Leihgeschäft. Auch in der neuen Saison sollte er seitens Barcelona abermals leihweise an einen anderen Klub abgegeben werden. Am 2. September 2013 gab Espanyol Barcelona die Vertragsauflösung mit Luna bekannt. Am 17. September 2013 wurde sodann bekannt, dass Luna sich seinem ehemaligen Verein Defensor Sporting anschließt. Für Defensor lief er in der Spielzeit 2013/14 in 21 Ligaspielen auf und erzielte vier Treffer. Zudem kam er siebenmal (ein Tor) in der Copa Libertadores 2014 zum Einsatz, bei der Defensor erst in den Halbfinalspielen ausschied. In der Saison 2014/15 wurde er in 28 Erstligaspielen (sieben Tore) eingesetzt. Es folgten zwei absolvierte Erstligapartien (ein Tor) in der Apertura 2015 und ein Spiel (kein Tor) in der Copa Sudamericana 2015. Anfang September 2015 wechselte er jedoch bereits nach Mexiko zu CD Veracruz und wurde unmittelbar zum Venados FC weiterverliehen. Für diesen bestritt er in der Primera A 23 Ligabegegnungen (fünf Tore) und kam dreimal (kein Tor) in der Copa México zum Einsatz. Anfang Juni 2016 kehrte er zum CD Veracruz zurück. Dort bestritt er in der ersten Spielzeit 33 Ligaspiele (vier Tore), sechs Begegnungen (ein Tor) im nationalen Pokal und eine Partie (kein Tor) in der Supercopa MX. Von 2019 bis 2021 spielte er dann für Melbourne City FC in der A-League und seitdem steht er in Indien beim Kerala Blasters FC unter Vertrag.

## Nationalmannschaft
Luna gehörte der uruguayischen U-17 und der U-20-Auswahl an. 2009 gehörte er sowohl zum Aufgebot bei der U-17-Südamerikameisterschaft als auch bei der U-17-Weltmeisterschaft 2009. Während des WM-Turniers bestritt er vier Spiele und erzielte ein Tor. Auch nahm mit der U-20 an der U-20-Südamerikameisterschaft 2011 in Peru und an der U-20-Weltmeisterschaft 2011 in Kolumbien teil. Bei der Südamerikameisterschaft lief er in neun Spielen auf. Sein Torekonto wies drei Treffer aus. Im Verlaufe des WM-Turniers wurde er zweimal eingesetzt und schoss ein Tor.

## Erfolge
- U-20-Vize-Südamerikameister 2011